# 黑穗茅
黑穗茅（学名：Stephanachne nigrescens）为禾本科冠毛草属下的一个种。

## 扩展阅读
- 維基物種上的相關：黑穗茅